# Alan Krueger
Pour les articles homonymes, voir Krueger.
Alan Bennett Krueger, né à Livingston (New Jersey) le 17 septembre 1960 et mort à Princeton (New Jersey) le 16 mars 2019,, est un économiste et professeur américain.  
Il était enseignant à l'université de Princeton et chercheur associé au National Bureau of Economic Research. 
Il est l'économiste le plus cité au monde dans le champ de l'économie du travail selon RePEc. Il compte près de 130 000 citations selon Google Scholar. 

## Biographie
Alan Krueger grandit à Livingston (New Jersey) et effectue ses études à la Livingston High School en 1979.
Il obtient un Bachelor's degree de l'université Cornell. En 1987, il obtient un doctorat en économie de l'université Harvard.
En 1994 et 1995, il est économiste en chef du département du Travail des États-Unis.
En 2008, il est nommé à la tête d'un groupe de travail à la commission Stiglitz. 
Le 7 mars 2009, il est nommé United States Assistant Secretary of the Treasury par Barack Obama. En octobre 2010, il démissionne et retourne à l'université de Princeton où il reste enseignant jusqu'à sa mort. 
Il est nommé président du Council of Economic Advisers le 29 août 2011.
Il est l'un des cinquante économistes mondiaux les mieux cotés selon IDEAS/RePEc.

## Publications
- (en) David Card et Alan B. Krueger, Myth and Measurement: The New Economics of the Minimum Wage, Princeton, Princeton University Press, 1995 (ISBN 0-691-04823-1).
- (en) Alan B. Krueger, Education Matters: Selected Essays by Alan B. Krueger, Cheltenham (R-U), Edward Elgar, 2001 (ISBN 1-84064-106-1).
- (en) Alan B. Krueger, What Makes a Terrorist: Economics and the Roots of Terrorism, Princeton, Princeton University Press, 2007 (ISBN 0-691-13438-3).